# Selene (rodzaj)
Selene – rodzaj ryb z rodziny ostrobokowatych.

## Klasyfikacja
Gatunki zaliczane do tego rodzaju:

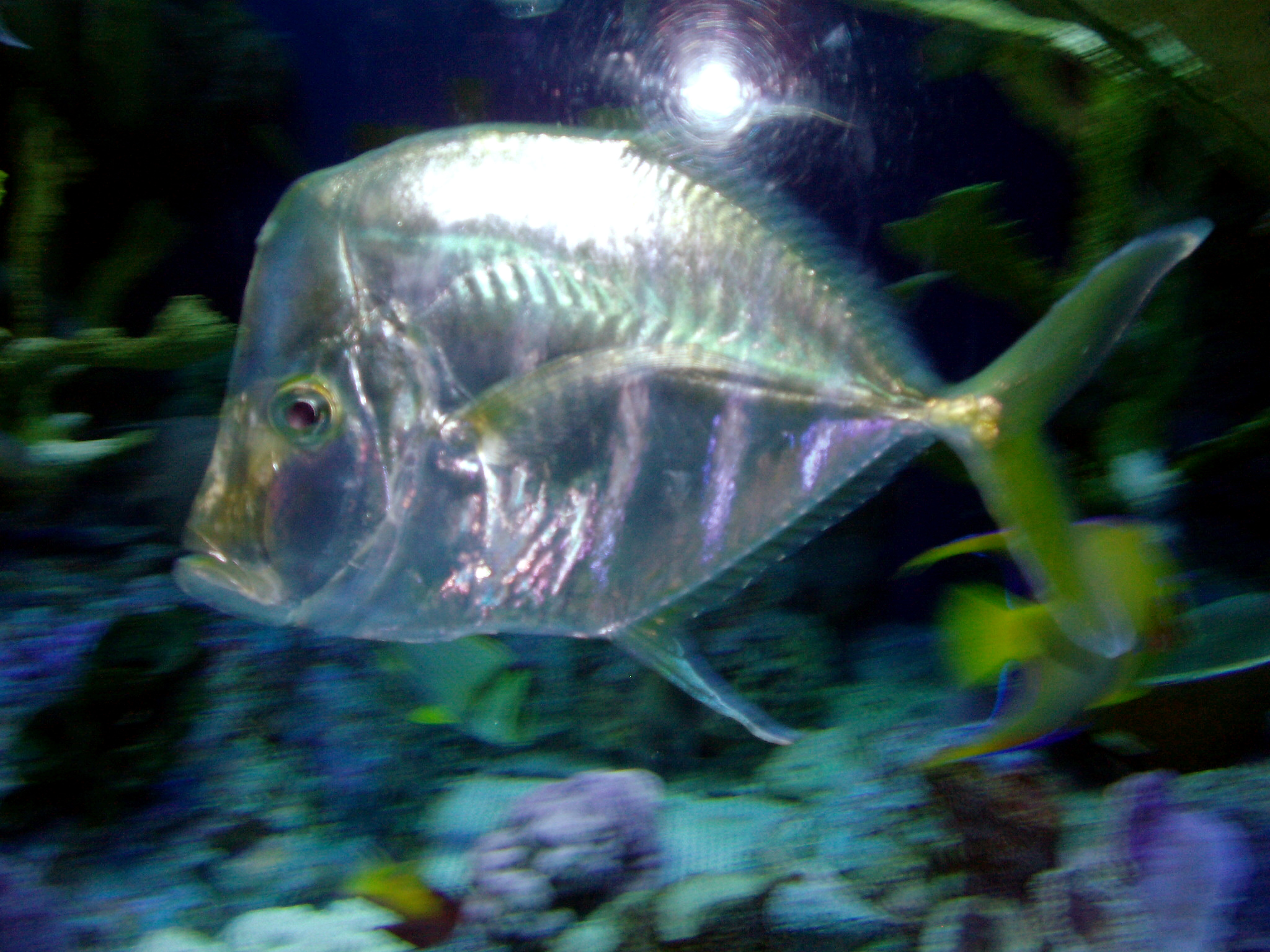
Selene brevoortii
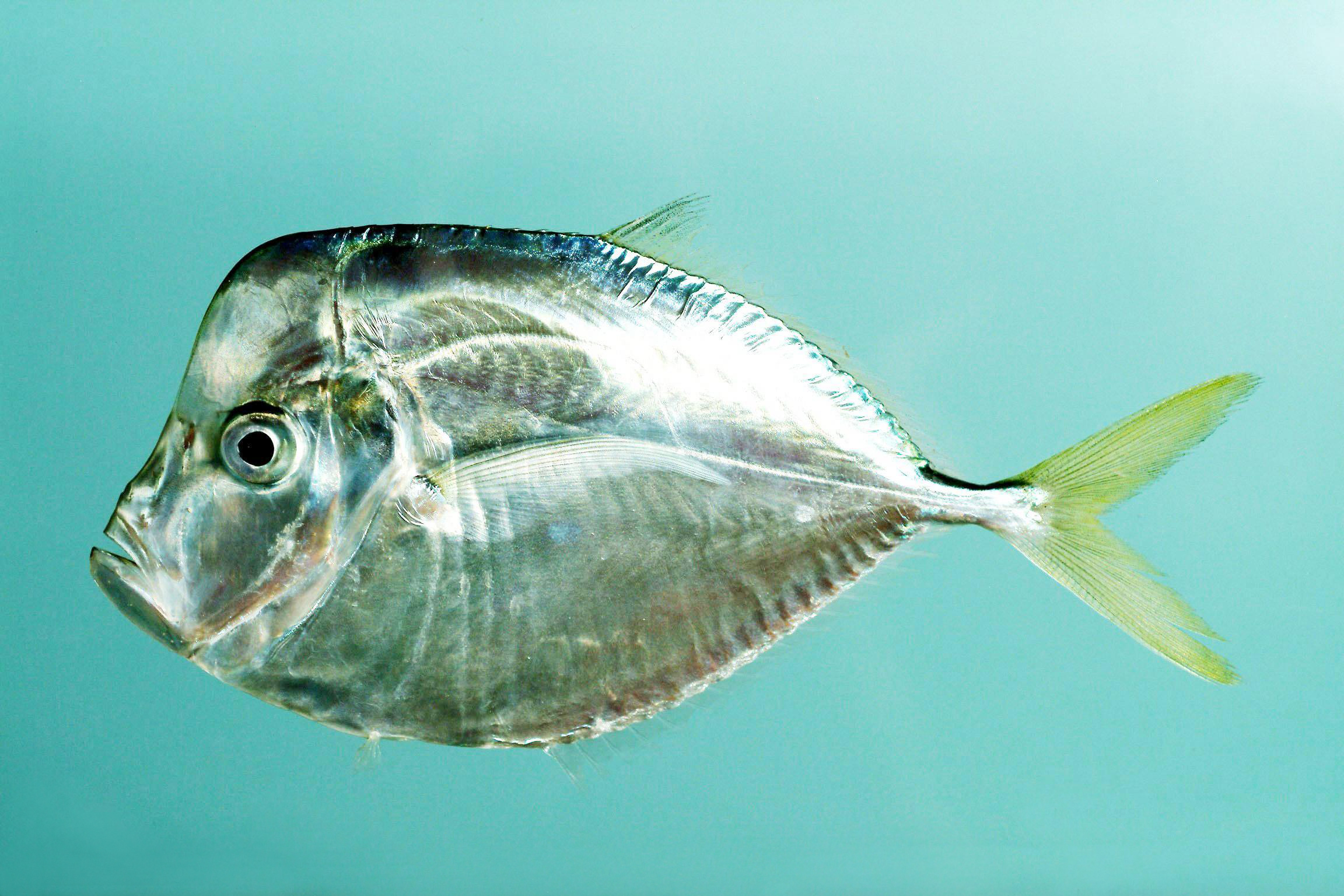
Selene brownii
- Selene dorsalis
- Selene orstedii
- Selene peruviana
- Selene setapinnis
- Selene vomer

- Selene brevoortii
- Selene setapinnis